# Baixa fantasia

A série The Dresden Files de Jim Butcher, sobre um feiticeiro-detetive de Chicago, é um exemplo de fantasia urbana.

Baixa fantasia é um subgênero da fantasia, envolvendo "acontecimentos irracionais que não são casuais uma vez que ocorrem no mundo real, onde tais coisas não deveriam ocorrer". Histórias de baixa fantasia são definidas no mundo real e são contrastadas com as histórias de alta fantasia que acontecem num mundo completamente ficcional com seu próprio conjunto de regras e leis físicas. A baixa fantasia se apresenta em duas maneiras: na urbana que ocorre na contemporaneidade e na histórica.
A baixa fantasia dá menos ênfase em lugares fictícios, elemento típico associado com a fantasia. Às vezes, há apenas elementos fantásticos que tornam ambígua a fronteira entre o real e o que é puramente psicológico ou sobrenatural. A palavra "baixa" refere-se ao nível de importância dos tradicionais elementos de fantasia dentro das obras, e não é qualquer tipo de comentário sobre a qualidade delas. 
A fantasia urbana é considerada baixa fantasia quando se passa em uma cidade situada no mundo real, e não em um universo completamente fictício, como Estação Perdido e City of Saints and Madmen. Muitos livros de fantasia urbana voltados para adultos são contados através de uma narrativa em primeira pessoa, e apresentam seres mitológicos, objetos personificados e várias protagonistas que estão envolvidas na aplicação da lei ou vigilância, como Anita Blake. Enquanto os romances de fantasia urbana voltados para adolescentes, seguem protagonistas inexperientes que são inesperadamente atraídas para lutas paranormais. Em meio a estes conflitos, as personagens muitas vezes ganham aliados, encontram romance, e, em alguns casos, desenvolvem ou descobrem habilidades sobrenaturais próprias. Na maioria das vezes são história coming-of-age ou Bildungsroman, que também são comuns na alta fantasia voltada para adolescentes.    
A fantasia histórica é um crossover entre a baixa fantasia e a ficção histórica, incorporando elementos fantásticos (como a magia) na narrativa. Histórias que correspondam a esta classificação geralmente acontecem antes do século XX. Normalmente os elementos sobrenaturais, criaturas e etc, co-existem com a realidade mundana semelhante a fantasia urbana ou pode ser uma história alternativa, onde o passado ou presente tem sido significativamente alterado quando um evento histórico real ocorre diferente.   
Role-playing games usam uma definição diferente de gênero, definindo-a não pelo local em que ocorre, mas se estão mais perto de realismo do que o misticismo. Isto pode significar que algumas obras, por exemplo, a série Conan o Bárbaro de Robert E. Howard, pode ser de alta fantasia, em termos literários, mas de baixa fantasia em termos de rpg; enquanto que outras obras, tais como a série de TV Supernatural, o oposto também ocorre.

## História
A ficção de fantasia se desenvolveu a partir dos contos de fadas no século XIX. As bolsa de estudos para o folclore levou a ficção de fantasia dominar a literatura para as crianças na era vitoriana. O gênero é dividido em dois subgêneros, a alta e baixa fantasia, após a era eduardiana. Baixa fantasia em si se dividiu em mais subgéneros no século XX.
As formas de baixa fantasia incluem animais personificados, brinquedos personificados (incluindo The Indian in the Cupboard e The Doll's House; escrito um ano antes de As Aventuras de Pinóquio), quadrinhos de fantasia com exagerados traços de personagens e alteração físicas (incluindo Pippi Longstocking e The Borrowers), poderes mágicos, elementos sobrenaturais e deslocações no tempo.

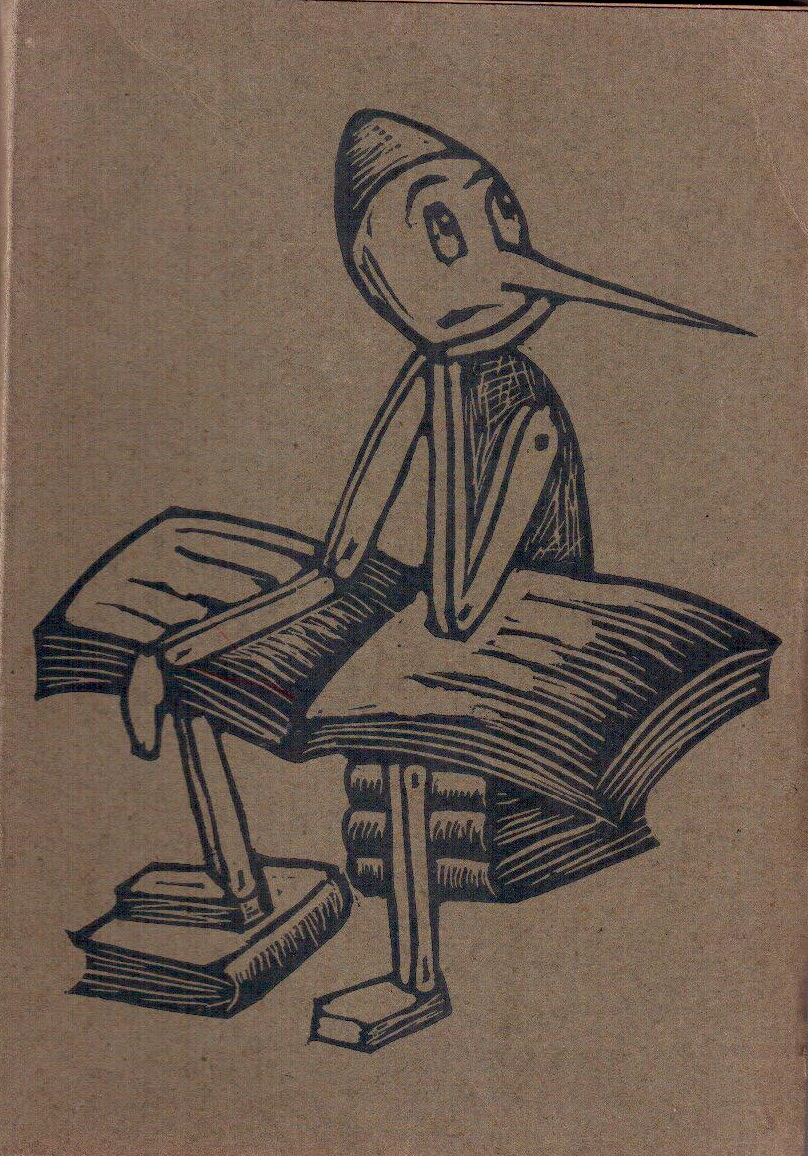
Objetos personificados, como Pinóquio, são comuns na baixa fantasia.

A fantasia francesa é predominantemente de baixa fantasia. Baixa fantasia corresponde ao gênero francês de "le fantastique" mas a literatura francesa não tem tradição equivalente ao inglês para alta fantasia. De acordo com David Ketterer, emérito professor de inglês na Universidade de Concórdia, em Montreal, o termo francês Le fantastique "refere-se a um tipo específico de fantasia, em que o sobrenatural ou o bizarro intromete-se no dia-a-dia; o mais próximo equivalente em inglês seria baixa fantasia, 'fantasia sombria' ou 'ficção estranha'. 'Le fantastique', não abrange o tipo de criação de mundo completo como O Senhor dos Anéis. Não há tradição de "dragões e feiticeiros" na fantasia francesa. Onde a alta fantasia ocorre, os termos "le merveilleux" ou "le fantastique moderne" são frequentemente usados.

## Interpretações críticas
A ficção dá ao autor uma maior agência do que o permitido no mundo real. Desde que foi popularizada nas obras de E. Nesbit, a "linha baixa'' de fantasia tornou-se um grampo para facilidade em desafiar as "ordens estabelecidas da sociedade e do pensamento." As crianças geralmente ler mais baixa fantasia do que alta fantasia.
O início do século XXI está vendo um aumento na importância do trabalho de autores como George R. R. Martin e Joe Abercrombie, cujos alto romances de fantasia têm sido referidos como "baixa fantasia", porque eles não enfatizar alguns elementos típicos de "alta fantasia" como magia e não-humanos em favor de um mais corajoso retrato dos conflitos entre humanos. O autor David Chandler, considerou que esta "ascensão da Baixa Fantasia" para refletir a realidade contemporânea da Guerra contra o Terror—é caracterizada por "acordos secretos", "viciosos" represálias" e "atos de terrível carnificina"—como o gênero horror reagiu à Guerra do Vietnã, décadas antes.

## A distinção entre os subgéneros
Alta e baixa de fantasia são distinguidas como sendo definidos, respectivamente, no primeiro ocorrendo em um mundo "secundário"  e outro no real, mundo ''primário". Em muitas obras, a distinção entre o primário ou secundário mundo, e se é portando baixa ou alta fantasia, pode ser pouco clara. O mundo secundário pode tomar três formas, descritas por Nikki Gamble em sua explicação de três características de alta fantasia:
1. Primário não existe (por exemplo, Mundodisco, Dungeons & Dragons, e A Roda do Tempo)
2. Introduzido através de um portal do  mundo primário (por exemplo, Alice no país das Maravilhas, As Crônicas de Nárnia, e A Torre Escura)
3. Mundo-dentro-de-um-mundo (por exemplo, American Gods, The Gods of Pegāna, e Harry Potter)

Algumas série de fantasia não se encaixam facilmente nas categorias de Gamble. Por exemplo, O Senhor dos Anéis de J. R. R. Tolkien, é definido no na Terra no passado antigo, e ele discordou veementemente com quem pensava o contrário, ver As Cartas de J. R. R. Tolkien. De acordo com Tolkien, ele tinha colocado a Terra Média geograficamente no noroeste da Europa. O próprio Professor não concordou com a noção de que suas histórias divergem da realidade, mas defendeu a sua posição de que o "essencial para cumprir a localização estão todos lá (para qualquer habitante do Noroeste da Europa), então, naturalmente, ele se sente familiar, mesmo se um pouco glorificado pelo encantamento da distância no tempo.". No entanto, aterra-média, é suficientemente divergente da realidade para ser classificada como um mundo secundário e, portanto, alta fantasia. Harry Potter de J. K. Rowling, é também colocado no mundo real; porém, enquanto a principal localização, Hogwarts, é dito ser localizada em algum lugar da Escócia, mas está fisicamente separada do mundo real, tornando-se um  "mundo-dentro-do-mundo". Hogwarts é, portanto, tanto um mundo alternativo, como Narnia de C.S. Lewis, o que significa que ambas as séries estão no subgênero de alta fantasia. Da mesma forma, His Dark Materials de Philip Pullman é, em grande parte, ocorrendo em uma alternativa Oxfordshire, um lugar real, mas o fato de que é um mundo alternativo se encaixa na alta fantasia.
Algumas fontes colocam Harry Potter e His Dark Materials no gênero de baixa fantasia. Karin E. Westman, escrevendo em The Oxford Handbook of Children's Literature indica que, uma vez que "[J. K.] Rowling está muito mais interessada em como a fantasia fornece uma perspectiva sobre a experiência cotidiana e o indivíduo na sociedade," e sua inclusão dos gêneros de bildungsroman (uma história coming of age), "alinhar-la principalmente com os nacionais (de baixa) fantasia, igual a autores como E. Nesbit, Elizabeth Goudge, e Paul Gallico .. bem como autores como Philip Pullman e Jonathan Stroud, que também estão interessados na intersecção da pessoa política dentro das experiências cotidianas."

## Jogos de RPG
Para fins próprios, jogos de RPG, por vezes, utilizam uma definição diferente da baixa fantasia. GURPS Fantasy define o gênero como "mais perto da ficção realista do que da mitologia. Histórias de baixa fantasia focam-se na vida cotidiana das pessoas e objetivos práticos ... Uma campanha de baixa fantasia pergunta o que é viver em um mundo de monstros, magia, e semideuses." O livro reconhece a literária definição do gênero, com "alguns críticos definindo baixa  'fantasia', como qualquer história de fantasia que ocorre no mundo real. No entanto, uma configuração de mundo real pode incluir o tipo de elementos míticos que este livro classifica como alta fantasia."
O cenário de campanha Os Senhores da Guerra para o sistema Old Dragon pode ser definido como tanto baixa fantasia quanto Ficção histórica, focado em aventuras baseadas nas obras de Bernard Cornwell em uma Inglaterra durante a Idade das trevas.

## Exemplos

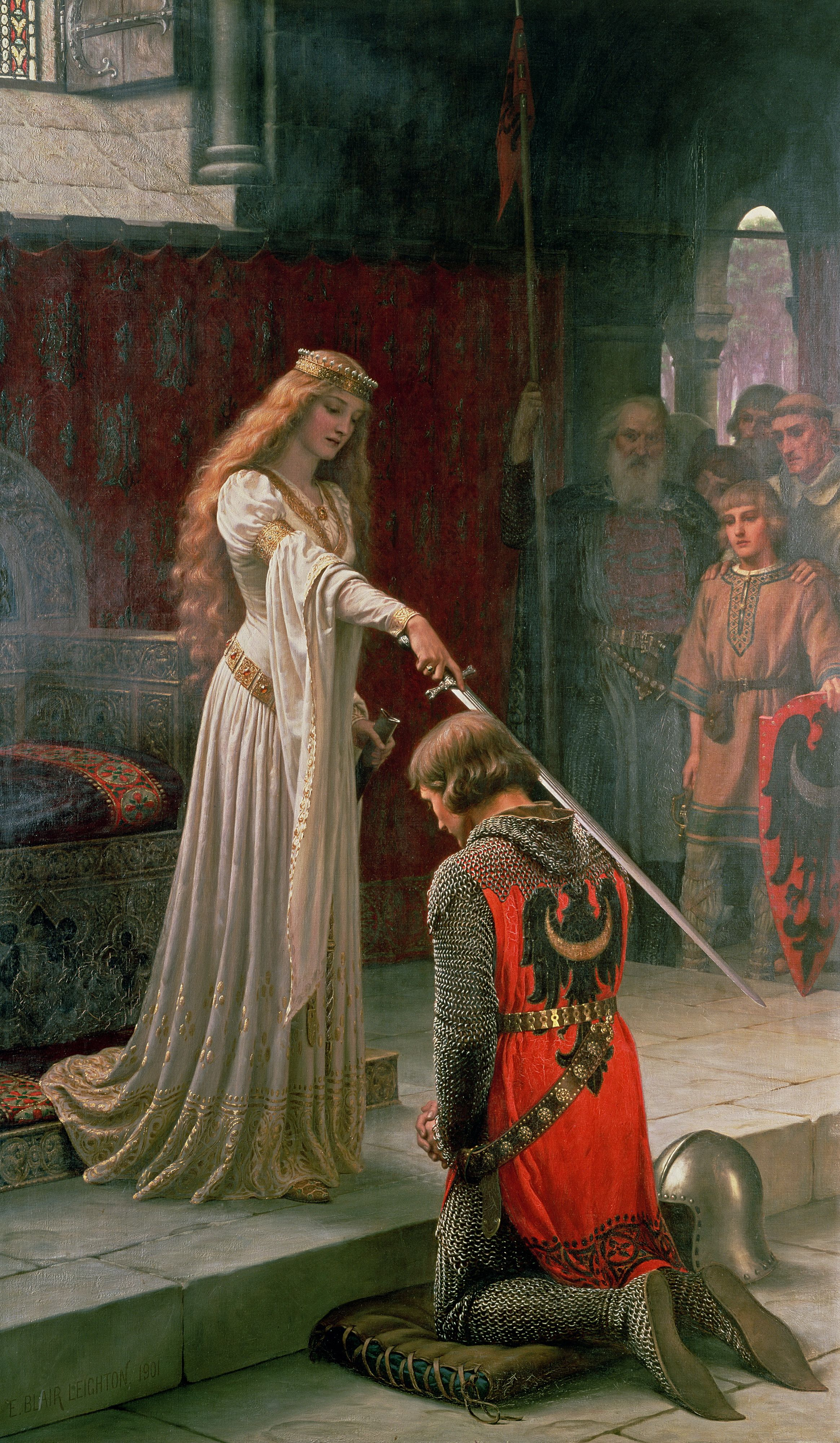
Accolade de Edmund Blair Leighton exibe a visão idealizada da História comum na fantasia histórica.

### Exemplos de fantasia urbana
De acordo com estatísticas de 2013 pela  Tor Books, entre os escritores de fantasia urbana ou romance paranormal, 57% são mulheres e 43% são homens, enquanto os homens superam as mulheres em cerca de cada dois escritos de fantasia histórica e alta fantasia. Exemplos famosos de fantasia urbana incluem Cassandra Clare (Instrumentos Mortais), Neil Gaiman (Neverwhere), Laurell K. Hamilton (Anita Blake e Merry Gentry), Rick Riordan (Percy Jackson e os Olimpianos), The Green Mile de Stephen King, Good Omens de Neil Gaiman e Terry Pratchett e The Dark Is Rising de Susan Cooper.

### Exemplos de fantasia histórica
- As Mil e uma noites que inspirou inúmeras obras de fantasia histórica situadas no Oriente Médio e Norte da África.[26]
- Obras baseadas na cultura e mitologia celta, que geralmente envolvem o Ciclo Arturiano.[27]
- Uso da mitologia grega e romana, para construir fantasias clássicas sobre os deuses greco-romanos ou nórdicos, situadas geralmente nas Grécia e Roma Antiga,[28] como Xena: Warrior Princess.
- Steampunk, que é uma reimaginação da era vitoriana ou eduardiana, quando não é ficção científica e fantasia, histórica neste caso.
- Espada e feitiçaria, forma específica de fantasia histórica.

### Histórias em quadrinhos
- Fables de Bill Willingham
- Preacher de Garth Ennis, Glenn Fabry e Steve Dillon

### Jogos
- A série da White Wolf Publishing, "Mundo das Trevas", incluindo:
  - Vampiro: A Máscara (1991)
  - Lobisomem: O Apocalipse (1992)
  - Mago: A Ascensão (1993)
- Skirmisher Publishing LLC (d20 RPG)
- Ladrão (série)
- Shin Megami Tensei: Persona 4 (Em que a Televisão Mundial atua como um fenômeno sobrenatural, o que contradiz com a natureza física do mundo real, em que os personagens principais habitam)
- The Cat Lady
- Mount and Blade

### Televisão

#### Séries
- I Dream of Jeannie (1965-1970)
- Forever Knight (1992-1996)
- Kindred: The Embraced (1996)
- Blackadder (1983-1989)
- Buffy the Vampire Slayer (1997-2003)
- Charmed (1998-2006)
- Supernatural (2005–2020)
- True Blood (2008-2014)
- Evermoor (2014)
- Man Seeking Woman  (2015)

#### Desenhos animados
- Caçadores de Dragões (série de 2007)

- Vickie, o Viking (1974-1975)